# Movie Masterpiece Awards
Les Movie Masterpiece Awards sont des prix cinématographiques décernés en 1999 et 2000 par les lecteurs du magazine de cinéma britannique Empire et récompensant un film « remarquable » sorti l'année précédente.
Ils font partie du palmarès des Empire Awards.

## Palmarès
- 1999 : William Friedkin pour L'Exorciste (The Exorcist)
- 2000 : Oliver Stone pour JFK